# 马修·科布
马修·科布（1957年2月4日—）是一位英国动物学家，曼彻斯特大学教授，出版了《大脑传》（The Idea of the Brain: A History）和入选牛津通识读本的《气味》（Smell）等多部科普著作，并出演多部BBC自然历史节目。